# Mugurel Semciuc
Mugurel Vasile Semciuc (* 24. Januar 1998 in Suceava) ist ein rumänischer Ruderer und Vizeweltmeister im Vierer ohne 2019 sowie Olympiazweiter 2021.

## Karriere
Semciuc startete 2016 im Achter bei den Junioren-Europameisterschaften, wo er die Bronzemedaille gewann. Bei den Junioren-Weltmeisterschaften startete er wieder im Achter, musste aber nach dem Vorlauf krankheitsbedingt ausgetauscht werden. Ein Jahr später startete er im Doppelvierer bei den Europameisterschaften, wo er den 12. Platz belegte. Bei den U23-Weltmeisterschaften wurde er 4. im Vierer mit Steuermann.
2018 startete er wieder im Achter bei den U23-Weltmeisterschaften und konnte erneut die Bronzemedaille gewinnen. Im Jahr 2019 belegte er den 9. Platz im Vierer ohne bei den Europameisterschaften. Anschließend feierte er den bisher größten Erfolg seiner Karriere, als er gemeinsam mit Mihăiță-Vasile Țigănescu, Ștefan-Constantin Berariu und Cosmin Pascari im Vierer ohne Vizeweltmeister bei den Weltmeisterschaften wurde. Bei den Olympischen Spielen in Tokio siegte der australische Vierer, die Rumänen belegten den zweiten Platz mit 0,37 Sekunden Rückstand.
2022 bei den Europameisterschaften in München ruderte der rumänische Vierer mit Mihăiță Țigănescu, Mugurel Semciuc, Ștefan Berariu und Florin-Sorin Lehaci auf den dritten Platz hinter den Briten und den Niederländern.

## Internationale Erfolge
- 2016: Bronzemedaille Junioren-Europameisterschaften im Achter
- 2017: 12. Platz Europameisterschaften im Doppelvierer
- 2017: 4. Platz U23-Weltmeisterschaften im Vierer mit Steuermann
- 2018: Bronzemedaille U23-Weltmeisterschaften im Achter
- 2019: 9. Platz Europameisterschaften im Vierer ohne
- 2019: Silbermedaille Weltmeisterschaften im Vierer ohne
- 2021: Silbermedaille Europameisterschaften im Vierer ohne
- 2021: Silbermedaille Olympische Spiele 2021 im Vierer ohne
- 2022: Bronzemedaille Europameisterschaften im Vierer ohne
- 2022: 6. Platz Weltmeisterschaften im Achter
- 2022: 4. Platz Weltmeisterschaften im Vierer ohne
- 2023: Silbermedaille Europameisterschaften im Achter
- 2023: 4. Platz Europameisterschaften im Vierer ohne
- 2023: 4. Platz Weltmeisterschaften im Achter
- 2023: 7. Platz Weltmeisterschaften im Vierer ohne
- 2024: Bronzemedaille Europameisterschaften im Achter
- 2024: 4. Platz Europameisterschaften im Vierer ohne
- 2024: 5. Platz Olympische Spiele im Achter